# Fédération internationale des étudiants en pharmacie
 (juillet 2018).
Si vous disposez d'ouvrages ou d'articles de référence ou si vous connaissez des sites web de qualité traitant du thème abordé ici, merci de compléter l'article en donnant les références utiles à sa vérifiabilité et en les liant à la section « Notes et références ».
La Fédération internationale des étudiants en pharmacie ou IPSF (International Pharmaceutical Students' Federation) est une organisation non gouvernementale, apolitique et non religieuse qui représente les étudiants en pharmacie, et les pharmaciens nouvellement diplômés du monde entier.
Fondée en 1949, sa constitution a été ratifiée et signée le 25 août 1949 à Londres pendant la conférence inaugurale du 6e congrès annuel de la BPSA. Le même jour, Sidney J. Relph, a été élu  premier Président de l'IPSF avec 4 autres membres au Comité Exécutif.
La Fédération est engagée dans les domaines suivants : l'éducation pharmaceutique, la santé publique, le développement professionnel, plaidoyer, sensibilisation culturelle et partenariats développant les pharmaciens dans le monde entier. L'IPSF représente plus de 350 000 personnes dans plus de 80 pays avec plus de 100 différentes organisations représentatives d'étudiants en pharmacie. Les étudiants en pharmacie et les nouveaux diplômés (jusqu'à quatre ans après l'obtention de leur diplôme) sont tous éligibles de devenir membre individuel de la Fédération ou par l'intermédiaire d'une organisation représentative d'étudiants en pharmacie (associations membres).
L'Assemblée Générale se tient chaque année pour discuter des plans de la Fédération, accepter les rapports et élire le Comité Exécutif pendant le Congrès international de la Fédération (l'endroit de sa tenue est élu chaque année).

## Objectif
La Fédération internationale des étudiants en pharmacie est une organisation internationale qui se donne pour mission de défendre les intérêts des étudiants en pharmacie et de promouvoir la santé publique grâce à l'information, à l'éducation, à l’établissement d’un réseau mondial ainsi que par le biais d’un large panel de publications et de projets professionnels. Crée à Londres en 1949, elle est l'une des plus anciennes organisations internationales d'étudiants bénévoles au monde. Aujourd'hui, la Fédération représente plus de 350 000 étudiants en pharmacie et jeunes diplômés dans plus de 80 pays à travers le monde.

## Bureaux régionaux
Le Bureau régional est une extension fonctionnelle de l'IPSF spécifique d'une région du monde, structuré par des  étudiants en pharmacie élus formant des groupes de travail Régionaux. Sa mission est de faire progresser et de soutenir les buts et les objectifs de la Fédération au niveau régional :
- Bureau Régional pour l'Afrique (AfRO) – Créé en 2008
- Bureau Régional Asie-Pacifique (APRO) – Créé en 1999
- Bureau Régional de la Méditerranée-Orientale (EMRO) - Créé en 2008
- Bureau Régional Européen (EuRO) - Créé en 2013
- Bureau Régional Panaméricain (PARO) – Créé en 1999

## Liste des congrès mondiaux de l'IPSF
- 1948 - réunion Préparatoire, Londres, Grande-Bretagne
- 1949 - 1er de la Conférence, Londres, Grande-Bretagne
- 1951 - 2e de la Conférence de Copenhague, Danemark
- 1952 - 1er de la Visite d'Étude, Londres, Grande-Bretagne
- 1953 - la 3e Conférence, Leiden, Pays-Bas
- 1954 - 2e de la Visite d'Étude, Francfort, Allemagne
- 1955 - 4e de la Conférence, Vienne, Autriche
- 1956 - 3e de la Visite d'Étude, Dubrovnik, Yougoslavie
- 1957 - 5e Congrès, Mosney, Irlande
- 1958 - 4e Visite d'Étude, Strasbourg, France
- 1959 - 6e Congrès, à Noordwijk, Aux Pays-Bas
- 1960 - 5e de la Visite d'Étude, Stockholm, Suède
- 1961 - 7e Congrès de Munich, en Allemagne
- 1962 - 8e Congrès, Barcelone, Espagne
- 1963 - 9e Congrès international de Londres, en Grande-Bretagne
- 1964 - 10e Congrès, Istanbul, Turquie
- 1965 - 11e Congrès, Bray, Irlande
- 1966 - 12e Congrès, Vienne, Autriche
- 1967 - 13e Congrès, Madrid, Espagne
- 1968 - 14e Congrès, à Scheveningen, Aux Pays-Bas
- 1969 - 15e Congrès, Istanbul, Turquie
- 1970 - 16e Congrès de Berlin, en Allemagne
- 1971 - 17e Congrès, Elseneur, Danemark
- 1972 - le 18e Congrès, Jérusalem, Israël
- 1973 - 19e Congrès, Paris, France
- 1974 - 20e Congrès de Cape Town, Afrique du Sud
- 1975 - 21e Congrès, Helsinki, Finlande
- 1976 - 22e Congrès, Vienne, Autriche
- 1977 - 23e Congrès, la Ville de Mexico, Mexique
- 1978 - 24e Congrès, Edimbourg, Écosse
- 1979 - 25e Congrès, la Valette, Malte
- 1980 - 26e Congrès, Madrid, Espagne
- 1981 - 27e Congrès, Belfast, Irlande du Nord
- 1982 - 28e Congrès, Sigtuna, Suède
- 1983 - 29e Congrès de Lausanne, Suisse
- 1984 - 30e Congrès, Alexandrie, Égypte
- 1985 - 31e Congrès, à Noordwijk, Aux Pays-Bas
- 1986 - 32e Congrès, la Ville de Panama, Panama
- 1987 - 33e Congrès, Jérusalem, Israël
- 1988 - 34e Congrès, à Nottingham, en Grande-Bretagne
- 1989 - 35e Congrès, Philadelphie, États-Unis
- 1990 - le 36e Congrès, Vienne, Autriche
- 1991 - 37e Congrès, Bahar ic-Caghaq, Malte
- 1992 - 38e Congrès, Lisbonne, Portugal
- 1993 - 39e Congrès, le Cap, Afrique du Sud
- 1994 - 40e Congrès, Tegucigalpa, Honduras
- 1995 - 41e Congrès, Accra, Ghana
- 1996 - 42e Congrès, Hradec Kralove, République tchèque
- 1997 - 43e Congrès, Vancouver, Canada
- 1998 - 44e Congrès, Helsinki, Finlande
- 1999 - 45e Congrès, Londres, Grande-Bretagne
- 2000 - 46e Congrès, San Salvador, El Salvador
- 2001 - 47e Congrès, le Caire, Égypte
- 2002 - 48e Congrès de Budapest, Hongrie
- 2003 - 49e Congrès, Singapour
- 2004 - 50e Congrès, Halifax, Canada
- 2005 - 51e Congrès, Bonn, Allemagne
- 2006 - 52e Congrès de Cairns, Australie
- 2007 - 53e Congrès, Taipei, Taïwan
- 2008 - 54e Congrès, Cluj-Napoca, Roumanie
- 2009 - 55e Congrès, Bali, Indonésie
- 2010 - 56e Congrès, Ljubljana, Slovénie
- 2011 - 57e Congrès, Hat Yai, Thaïlande
- 2012 - 58e Congrès, Hurghada, Égypte
- 2013 - 59e Congrès, Utrecht, Pays-Bas
- 2014 - 60e Congrès, Porto, Portugal
- 2015 - 61e Congrès d'Hyderabad, en Inde
- 2016 - 62e Congrès, Harare, Zimbabwe
- 2017 - 63e Congrès, Taipei, Taïwan
- 2018 - 64e Congrès,
- 2019 - 65e Congrès, Kigali, Rwanda
- 2020 - 66e Congrès, Séoul, République de Corée
- 2021 - 67e Congrès, Izmir, Turquie

## Comité exécutif et les sous comités
Le bureau exécutif est composé de dix membres élus : Président, Secrétaire Général, Trésorier, Président de la Santé Publique, Président des Médias et des Publications, Président de l'Éducation Pharmaceutique, Président du Développement Professionnel, Président des Relations Internes, Président des Relations Externes et du Président de l'Échange d'Étudiants. L'Exécutif comprend également des membres cooptés tels que le Président du Congrès International, les Présidents des Bureaux Régionaux ainsi que le Président-Élu. Les membres du Comité exécutif servent la Fédération en tant que bénévoles avec un membre de l'Exécutif désigné comme fonctionnaire Permanent pour travailler à plein temps au Siège de l'IPSF à La Haye, aux Pays-Bas.